# Danevirke
Danevirke (sodobno dansko črkovanje Dannevirke; v stari norveščini Danavirki, v nemščini Danewerk, dobesedno pomeni »zemeljsko delo Dancev«) je sistem danskih utrdb v Schleswig-Holsteinu v Nemčiji. To zgodovinsko pomembno linearno obrambno zemeljsko gradnjo na vratu Kimbrijskega polotoka so zgradili Danci v skandinavski železni dobi okoli leta 650 našega štetja. Kasneje so jo večkrat razširili med vikinško dobo in visokim srednjim vekom na Danskem. Danevirke so nazadnje uporabili v vojaške namene leta 1864 med drugo schleswiško vojno.
Danevirke sestavljajo številni zidovi, jarki in Schleijeva pregrada. Obzidje se razteza na 30 km, od nekdanjega vikinškega trgovskega središča Hedeby blizu Schleswiga na obali Baltskega morja na vzhodu do obsežnih močvirij na zahodu polotoka. Eden od zidov (imenovan Østervolden) med zalivoma Schlei in Eckernförde je branil polotok Schwansen.
Po pisnih virih je delo na Danevirke začel danski kralj Gudfred leta 808. V strahu pred vdorom Frankov, ki so v preteklih 100 letih osvojili pogansko Frizijo in Staro Saško v letih 772 do 804, je Godfred začel delati na ogromni strukturi za obrambo svojega kraljestva, ki ločuje polotok Jutland od severnega obsega Frankovskega cesarstva. Vendar pa so bili Danci med nordijsko železno dobo tudi v sporu s Sasi južno od Hedebyja in nedavna arheološka izkopavanja so pokazala, da se je Danevirke začel veliko prej kot pod vladavino kralja Gudfreda, vsaj že leta 500 našega štetja in verjetno precej prej. Zaradi svojega zgodovinskega pomena in pričevanja o obrambi trgovskih poti v vikinški dobi sta bila Danevirke in bližnje vikinško mesto Hedeby leta 2018 vpisana na Unescov seznam svetovne dediščine.

## Simbolika
Legenda pravi, da je kraljica Thyra ukazala zgraditi Danevirke. Bila je žena prvega zgodovinsko priznanega kralja Danske, Gorma Starejšega (vladal okoli 936 – okoli 958).
Z nastankom nacionalnih držav v Evropi v 19. stoletju je Danevirke postal močan simbol Danske in ideje o edinstvenem danskem ljudstvu in danski kulturi. Skozi 19. stoletje sta se Danska in Nemčija politično in vojaško borili za posest ozemlja, ki je bilo Dancem znano kot Sønderjylland ali Slesvig, Nemci pa Schleswig. Vodili sta se dve vojni, prva schleswiška vojna (1848–1851) in druga schleswiška vojna (1864), ki sta se na koncu končali z danskim porazom in poznejšo nemško priključitvijo. V tem sovražnem kontekstu je imel Danevirke pomembno vlogo, sprva kot miselna kulturna ovira proti Nemčiji, kmalu pa tudi kot konkretna vojaška utrdba, ko so jo leta 1850 in ponovno leta 1861 utrdili s topovskimi postavitvami in okopi.
V zgodnjih letih 19. stoletja je bil Dannevirke sprejet kot naslov več danskih nacionalističnih revij, ki so se posebej ukvarjale z vprašanjem danske avtonomije nasproti Nemčiji, najbolj opazno med njimi pa je izdal N. F. S. Grundtvig v letih 1816–19. V prejšnjih časih je Danevirke res določal kulturno in jezikovno mejo med danskimi in nemškimi fevdi, vendar so se kulturne in jezikovne meje postopoma premaknile proti severu in do 19. stoletja je bilo ozemlje vse do Flensburga pretežno nemško govoreče, vendar je ostalo del Danske.

## Arheološki zapis
Arheološka izkopavanja v letih 1969–1975 so s pomočjo dendrokronologije ugotovila, da je bila glavna struktura Danevirke zgrajena v treh fazah med letoma 737 in 968 našega štetja. Je torej sodobnik Offa's Dyke na meji med Walesom in Anglijo, še ena velika obrambna zgradba poznega 8. stoletja.
Novejše raziskave kažejo, da Danevirke ni bil zgrajen samo in niti ne predvsem v vojaške namene. Arheolog Henning Hellmuth Andersen je ugotovil, da je v zgodnji fazi glavni 'zid' sestavljal jarek med dvema nizkima nasipoma. Zgodovinar je trdil, da je Kograben (dansko Kovirke) južno od glavnega obzidja sestavljen iz nasipa, ki ga spremlja jarek na njegovi severni strani, kar bi bilo kontraproduktivno za dansko utrdbo. Namesto tega bi bila glavna konstrukcija v najzgodnejši fazi in Kograben ladijski prekop. Obstoj bližnjice za ladijski promet med Baltikom in Severnim morjem preko reke Schlei na vzhodu ter rek Treene in Eider na zahodu je bil že dolgo priznan, vendar so zgodovinarji pred tem verjeli, da so čolne premikali med rekama Schlei in Treene na valjih.
Novo datiranje z ogljikom-14 leta 2013 je pokazalo, da se je druga stopnja začela okoli leta 500 našega štetja, najstarejše utrdbe pa so še starejše od tega. Prejšnje datiranje z ogljikom-14 je datiralo nekatere zgodnje gradnje v drugo polovico 7. stoletja, dendrokronologija pa tudi nakazuje, da so se pregledane gradnje začele kmalu po letu 737, približno 70 let pred vladavino kralja Gudfreda.

## Velikost
Danevirke je skupaj dolg približno 30 kilometrov, višina pa se giblje med 3,6 in 6 metrov. V srednjem veku je bila zgradba okrepljena s palisadami in zidanimi zidovi, danski kralji pa so ga uporabljali kot zbirno točko za danske vojaške pohode, vključno z nizom križarskih napadov na Slovane južnega Baltika. Predvsem kralj Valdemar Veliki v 12. stoletju je dele Danevirke utrdil z opečnim zidom, kar je omogočilo nadaljnjo vojaško uporabo tega strateško pomembnega objekta. Ojačani deli konstrukcije so zato v danščini znani kot Valdemarsmuren (dob. Valdemarjev zid).

## Faze pri gradnji Danevirke
- Danevirke 1 – Hovedvolden (glavni obrambni zid), Nordvolden (severni obrambni zid), Østervolden (zhodni obrambni zid)

Prvi Danevirke je bil zgrajen v petih fazah, z začetkom okoli leta 650, glede na datiranje z ogljikom-14. Prve tri stopnje so bile preprost okop iz zemlje, četrta stopnja pa je bilo palisadna ograja s težkim lesenim sprednjim delom, zgrajena leta 737. V zadnjih fazah je bila lesena palisada ojačana s težkim kamnitim zidom okoli lesa. Delo naj bi začel Angantyr, nadaljeval Siegfried, končal pa Guðfrið po analih leta 808.
- - Hovedvolden: od Rejde Å (zdaj imenovanega Rheider Au) do majhnega jezera, imenovanega Dannevirke Sø. Bil je glavni segment Danevirke. Približno 2 m visok in 12 m širok.
  - Nordvolden: S severovzhodne strani Dannevirke Sø in naprej proti severu približno 7 km.
  - Østervolden: dolg približno 3,3 km in ščiti Schwansen.
  - 900 m dolga potopljena konstrukcija v Slienu.
- Danevirke 2 – Kovirke (kravje delo)/Kograben (kravji rov ali revirski rov)

Zgradil ga je bodisi Guðfrið bodisi Harald Modrozobi (če je delo, omenjeno kot novo izdelano v frankovskih kraljevih analih leta 808, potem ga Harald ni zgradil), se je raztezalo od Rheide Å približno 7 km do južnega podaljška zaliva Schlei ki je zdaj jezero, imenovano Selker Noor. Njena palisada je bila visoka približno 3 m in je bila nekoliko trdnejša od tiste na prvem obzidju. Nasip zemlje za palisado je bil visok okoli 2 m in širok 7 m. Imel je jarek v obliki črke V, širok 4 m in globok 3 m.
Obdobje gradnje tega obzidja bi bilo med letoma 770 in 970.
- Danevirke 3 – Hovedvolden/Hauptwall/glavno obzidje, Krumvolden/Krummwall/ukrivljeno obzidje, Buevolden/Bogenwall/premčno obzidje), Dobbeltvolden/Doppelwall/dvojno obzidje, Forbindelsesvolden (povezujoče obzidje)/Margarethenwall (Margretino obzidje)

Hovedvolden so razširili, tako da je bil zdaj visok približno 5 m in širok okoli 20 m. Krumvolden je bil zgrajen skozi Rheide Å in se je prekrival s Hovedvoldenom. Forbindelsesvolden je zapolnil vrzel med Halvkredsvoldenom ("polkrožno obzidje", breg, ki je ščitil Hedeby) in Hovedvoldenom blizu Dannevirke Sø. Buevolden in Dobbeltvolden sta varovala pomembno cestno križišče. Ta zid je povezan z večino gradbenih deli, pripisanimi Haraldu Modrozobemu. Danmarks Riges Krønike Arilda Hvitfeldta dodaja nekaj podrobnosti k razširitvi Danevirke v tem časovnem obdobju. »Nato so poklicali (kraljico) Thyro (ženo Gorma Starejšega) Dance iz vseh regij kraljestva, da se srečajo na meji in pod njenim nadzorom so zgradili zid iz zemlje in lesa od Sliena čez barje do Trene. Skanijci so prejeli zahodno odsek od Karlegata do Treneja. Zelandci in prebivalci Funena so prejeli odsek vzhodno od Sliena (zaliv Schlei) do Karlegata. Jutlandci so oskrbovali celotno vojsko.« To bi pomenilo, da je razširitev Thyre nekje pred letom 940. Forbindelsesvolden so leta 974 napadli Sasi iz otonske dinastije.
- Danevirke 4 – Hovedvolden/Hauptwall/glavno obzidje.

Okrepitev na glavnem zidu je bila končana leta 954, nova zgradba Forbindelsevolda pa od leta 964 do 968. Harald Modrozobi naj bi bil glavni konstruktor.
- Danevirke 5 – Forbindelsesvolden, Krumvolden in Hovedvolden

Pod Knutom IV. Danskim (1080–86) je bila Danska v vojni z nemškim cesarstvom. Danevirke so utrdili v začetku 12. stoletja: poglobili so jarke in povišali obzidje. Na delu Hovedvolden je bil zgrajen granitni palisadni zid.
- Danevirke 6 – Hovedvolden in Thyraborg

Valdemar I. je utrdil preostanek Hovedvoldena z znamenitim Valdemarjevim zidom, 7 m visokim zidom iz kamnov v malti na podlagi iz granitnih balvanov, podprt z oporniki in pokrit s ploščicami. To je bila velika okrepitev in je nedvomno odvrnila mnoge, ki so poskušali poslati vojsko proti severu skozi Jutlandijo. To je bila zadnja prava ojačitev obzidja. Kasneje je bil zgrajen grad Thyraborg.
Danevirke je začel izgubljati svoj namen v 14. stoletju, tako zaradi stroškov posadke kot zaradi razvoja baliste, tribokov in podobnih oblegovalnih naprav.
- Glavni zid (Hovedvolden/Hauptwall)
- Vzhodni zid (Østervolden/Osterwall) v bližini Kochendorf
- Danevirke danes

## Prva in druga schleswiška vojna

### Prva schleswiška vojna
Prva schleswiška vojna se je začela 31. marca 1848, vendar se je Prusija vanjo vključila šele v pomorskem incidentu 19. aprila. Zato je 23. aprila general Friedrich von Wrangel krenil s svojimi 12.000 pruskimi vojaki na šibak danski odpor pri utrdbi Danevirke in po kratkem spopadu pri mestu Dannewerk pognal dansko vojsko v umik in zavzel mesto Schleswig. Premirje, podpisano 2. avgusta 1848, je povzročilo, da so Prusi evakuirali Schleswig-Holstein, vendar ni končalo vojne. Nadaljnji spopadi v naslednjih dveh letih so bili spopadi v okolici Danevirke, vendar ne neposredno vpleteni. Končni mir je bil podpisan 8. maja 1852.

### Druga schleswiška vojna
Zadnja vojaška uporaba Danevirke je bila med drugo schleswiško vojno leta 1864. Zlasti zaradi zgoraj omenjene čustvene nacionalistične simbolike sta javno mnenje na Danskem in danska vojska pričakovala, da bo prihajajoča bitka potekala ob Danevirku. Po stoletjih zapuščenosti in propadanja so bile leta 1850 in 1861 utrdbe Danevirke delno obnovljene, okrepljene in opremljene s topniškimi napravami. V drugi vojni za Schleswig je prišlo do nekaj zgodnjih spopadov južno od Danevirke, vendar do bitke ni prišlo ko je danski vrhovni poveljnik, general de Meza, umaknil vse vojake v jarke pri Dybbølu, zaradi nepričakovane grožnje, da bodo obkroženi, saj so Schlei in mokrišča med Danevirkejem in Husumom v hudi zimi trdno zmrznila in ga je bilo mogoče zlahka prečkati, ozemlje neposredno južno od Danevirke pa je osvojila napredujoča nemška vojska. Ta umik je bil za avstrijsko-prusko vojsko presenečenje in skoraj celotni danski vojski je uspelo dokončati evakuacijo. Posledica pa je bila opustitev pomembnih kosov težkega topništva in ostaja predmet zgodovinske razprave, zakaj železnica do Flensburga ni bila nikoli pravilno uporabljena za evakuacijo. Novica o umiku je bila velik šok za dansko javno mnenje, ki je menilo, da je Danevirke nepremagljiv in general de Meza je bil nemudoma razrešen poveljstva. Danevirke je od takrat ostal v nemški posesti.

## V drugi svetovni vojni
Po zavezniški invaziji na Normandijo med drugo svetovno vojno se je Wehrmacht bal, da bi lahko prišlo do druge zavezniške invazije preko Danske, in je razmišljal o preoblikovanju zemeljskega okopa v protitankovski jarek, da bi preprečil to grožnjo. Če bi bil predlog uresničen, bi uničil strukturo.
Ko je izvedel za načrte, je danski arheolog Søren Telling – zavedajoč se, da so vse arheološke preiskave v končni pristojnosti poveljnika SS Heinricha Himmlerja – takoj poklical vodjo arheološkega oddelka SS, Amt für Ahnenerbe ("Urad za dediščino prednikov"), in Himmler sam. Telling je močno nasprotoval uničenju pomembnega ostanka arijske civilizacije in Himmler ga je pooblastil, da ustavi gradnjo protitankovskega jarka. Povedal je Tellingu, da bo pisno naročilo odposlano, vendar bo trajalo nekaj dni, da prispe. Telling se je nato odpeljal na gradbišče in ukazal poveljujočim častnikom Wehrmachta, naj nemudoma ustavijo proces gradnje. Ko je lokalni poveljnik Wehrmachta zavrnil, mu je Telling zagrozil z povračilnimi ukrepi SS. Gradnja je bila odpovedana in Himmlerjev pisni ukaz je prispel dva dni pozneje, kar je nasprotovalo prvotnim navodilom Wehrmachta. Telling se je kasneje naselil v bližini mesta in se imel za njegovega skrbnika do svoje smrti leta 1968.